# Hetyey Sámuel
Hetyei Hetyey Sámuel (Egyházashetye, 1845. szeptember 22. – Karlovy Vary, 1903. szeptember 1.) római katolikus pap, pécsi püspök. Vezetéknevét Hettyey és Hettyei alakban is szokták írni.

## Pályafutása
Nemesi családból származott, hetyei Hetyey József és nemes Benkő Terézia gyermekeként. Gimnáziumi tanulmányait Szombathelyen és Esztergomban végezte el, Esztergomban teológiát is tanult. 1870. július 2-án szentelték pappá.
Somorján, majd Esztergomban szolgált káplánként. 1871-ben a nagyszombati gimnáziumban, majd 1875-től Esztergomban az érseki líceumban lett tanár, utóbbi helyen tartományi felügyelő is. 1885-től Bécsben a Pázmáneum lelki igazgatója (spirituálisa), 1893-ban hercegprímási irodaigazgató, 1894. február 13-án esztergomi kanonok, 1896-ban címzetes apát lett. Tanulmányt írt a tanítók szellemi kincseinek gyűjteményéről.

### Püspöki pályafutása
1897. december 15-én pécsi püspökké nevezték ki. 1898. január 2-án szentelte püspökké Vaszary Kolos esztergomi érsek, Császka György kalocsai érsek és Boltizár József esztergomi segédpüspök segédletével. Székét január 27-én foglalta el.
1899-ben a katolikus egyetem létesítésére százezer forintos alapítványt hozott létre (ezért szeptember 25-én királyi elismerésben részesült). Jómódú ember volt, Pécs vármegyében a legtöbb adót fizetők között volt (1900-ban 21 329 korona adót fizetett). Püspökszentlászlón, az 1797-ben a pálos szerzetesek részére épült kastélyt 1898-ban felújíttatta. A kastélyt püspöki nyaralónak építette át, a hozzá tartozó hatholdnyi területen arborétumot hozott létre. A kastély környezetét parkosította, más országokból fenyőféléket és díszcserjéket hozatott. A kastély mögötti domboldalon kősziklába vésve ciszternát épített. Az arborétumban egy patak is csordogál, egy régi fahídon lehet rajta átmenni. A görcsönyi római katolikus templom berendezésében is segített, a mai napig látható kegyúri pad és a papi széknek szolgáló királyi trónus általa került a templomba.
1903. április 20-án körlevélben hirdette ki, hogy a magyar himnuszt – dogmatikai okok miatt – nem szabad templomban énekelni. Az országos felháborodást követően a katolikus püspöki kar konferenciája október 24-én kimondta, hogy nem tehető hitelvi kifogás a Himnusz ellen.
A pécsi székesegyházban helyezték nyugalomra szeptember 7-én.

## Emlékezete
A püspökszentlászlói kastély arborétumában található forrást emlékezetére az ő nevéről Hetyey-forrásnak nevezik.
A Mecsek Egyesület örökös tiszteletbeli tagja.